# Alan Chesney
Alan Malcolm Chesney (Christchurch, 28 aprile 1949) è un ex hockeista su prato neozelandese, vincitore dell'oro olimpico a Montréal 1976.

## Palmarès
- Giochi olimpici

Montréal 1976: oro.